# Dolichopteryx pseudolongipes
Dolichopteryx pseudolongipes is een straalvinnige vissensoort uit de familie van hemelkijkers (Opisthoproctidae). De wetenschappelijke naam van de soort is voor het eerst geldig gepubliceerd in 2008 door Fukui, Kitagawa & Parin.